# Omalodes gagatinus
Omalodes gagatinus är en skalbaggsart som beskrevs av Wilhelm Ferdinand Erichson 1847. Omalodes gagatinus ingår i släktet Omalodes och familjen stumpbaggar. Inga underarter finns listade i Catalogue of Life.